# Sint-Augustinuskerk (Utrecht)
De Sint-Augustinuskerk is een rooms-katholieke kerk in de Nederlandse stad Utrecht, aan het noordelijk gedeelte van de Oudegracht (nr. 69), gewijd aan Augustinus van Hippo.

## Geschiedenis
De Augustinuskerk is  gebouwd in 1839-1840 als eerste grote katholieke kerk in Utrecht sinds het herstel van de godsdienstvrijheid. Zij was de opvolger van een Augustijnse schuilkerk die in 1636 in de Jeruzalemstraat was gesticht, en in 1822 door een bescheiden nieuw bedehuis zonder toren, met voorgevel aan de Herenstraat was vervangen. Bouwpastoor was in beide gevallen pater Guillelmus Stas (1771-1857), van 1815 tot 1843 aan de statie van de Augustijnen verbonden. Ook pater Sebastianus van Nuenen o.e.s.a, stichter van de Zusters Augustinessen van Sint-Monica, was als pastoor verbonden aan deze kerk.

Tegenwoordig is de kerk in gebruik bij de Sint-Martinusparochie Utrecht. In 2016 werd het gebouw gesloten door de brandweer nadat een brokstuk uit het gewelf naar beneden was gekomen. Een grote restauratie volgde, waarbij de oorspronkelijke kleuren van het hoogaltaar werden teruggebracht en het fresco en het gewelf werden hersteld. Sinds Advent 2023 is de kerk weer volop voor o.a. de eredienst in gebruikt.

## Gebouw
De Sint-Augustinuskerk is een in neoclassicistische kerk, ontworpen door Karel Georg Zocher (1796-1863). Ze valt op door het tempelfront met de enorme dorische zuilen aan de grachtzijde, bekroond door een fronton en een luchtig torentje (het geheel 40 m hoog). Erachter bevindt zich de zaalkerk die door een gestuct houten tongewelf overspannen wordt. Het hoofdaltaar werd in 1857 vervaardigd door Prosper Venneman uit Gent. Het orgel stamt uit 1844 en is gebouwd door de Utrechtse orgelbouwer H.D. Lindsen. In het torentje hangen vier luidklokken.